# ZDF
Das ZDF (Abkürzung für Zweites Deutsches Fernsehen; stilisierte Eigenschreibweise: 2DF) ist das Hauptprogramm der gleichnamigen Rundfunkanstalt und das zweite öffentlich-rechtliche bundesweite Fernsehprogramm Deutschlands. Das ZDF wird seit 1963 ausgestrahlt.

## Geschichte
Bundeskanzler Konrad Adenauer versuchte ab 1959, auf die bestehende Rundfunkordnung Einfluss zu nehmen, und plante ein zweites, bundesweites Fernsehprogramm. Dieses sollte anders als das ARD-Programm Deutsches Fernsehen (heute: Das Erste) nicht den Ländern, sondern dem Bund unterstehen. Die Pläne scheiterten jedoch am Bundesverfassungsgericht durch das 1. Rundfunk-Urteil. Stattdessen wurde durch die Länder 1961 mit dem Zweiten Deutschen Fernsehen eine zentrale, gemeinnützige Fernsehanstalt gegründet.
Für das zweite öffentlich-rechtliche Fernsehprogramm begann die Deutsche Bundespost um 1960 mit dem Aufbau einer zweiten Senderkette. Diese sendete im UHF-Bereich, was eine zweite Antenne und einen Fernsehapparat mit erweitertem Frequenzbereich erforderte. Für ältere Empfänger hielt der Handel spezielle, ca. 80 DM teure UHF-Konverter bereit. Bei der Senderplanung spielte – genau wie beim ersten Programm – ein optimaler Empfang in möglichst vielen Teilen der DDR eine wichtige Rolle. Um die Senderkette schon einmal nutzen zu können und die Zuschauer zum UHF-Empfang zu animieren, gestattete man der ARD mit dem Programm ARD 2 ein befristetes zweites Programm, das täglich von 20 bis 22 Uhr sendete. Sendestart war am 1. Mai 1961 im Sendegebiet des hr und einen Monat später bundesweit.
Am 21. März 1963 wählte man als akustische Senderkennung das 2. Thema aus dem 1. Satz des Violinkonzerts von Ludwig van Beethoven.
Als Sendebeginn war der 1. Juli 1962 vorgesehen, der sich jedoch verzögerte. Die erste Versuchssendung strahlte das ZDF in der Nacht vom 19. auf den 20. März 1963 ohne Ankündigung über den Sender Feldberg aus. Um 23:51 Uhr erschien der Schriftzug Zweites Deutsches Fernsehen und um 0:10 Uhr wurden zufällige Zuschauer gebeten, eine Postkarte mit der Beschreibung der Empfangsqualität an die Anstalt zu senden. Es folgte eine Dokumentation über Hongkong, wobei es sich um eine FFG-Produktion handelte, zwei Folgen aus der US-Serie Drei gute Freunde und der österreichischen Produktion Wolken über Kaprun. Um 1:28 Uhr endete die Ausstrahlung. Die zweite Versuchssendung lief in der Nacht vom 26. auf den 27. März über alle Sender der Kette. Sie zeigte auch Live-Bilder: eine Nachrichtensendung mit Schaltungen in die Inlandsstudios Hamburg und München.
Offizieller Sendebeginn des ZDF war der 1. April 1963. Zu diesem Zeitpunkt konnten 61 Prozent der Fernsehteilnehmer erreicht werden, die aber noch nicht alle ein Empfangsgerät für den UHF-Frequenzbereich besaßen. Bei der ARD hoffte man, nach dem Start des ZDF ein drittes Programm ausstrahlen zu dürfen. Dies ließ sich jedoch mangels freier Frequenzen nicht sofort realisieren.
Die erste Farbversuchssendung des ZDF lief wie bei der ARD am 3. Juli 1967, der Regelbetrieb begann am 25. August 1967. Inzwischen war die Reichweite so erhöht, dass ca. 80 Prozent der Teilnehmer versorgt wurden.
Mit der großen Programmreform vom Oktober 1973 führte man die ZDF-Hausschrift ein. Hierzu nahm Otl Aicher die Schriftart Univers und wandelte sie etwas ab. Da bei der damaligen Technik, mit der Schriften ins Bild eingeblendet wurden, die Buchstaben leicht abgerundete Ecken bekommen konnten, umging Aicher das Problem mit von vornherein stark abgerundeten Buchstaben. Die Einführung der Hausschrift ging einher mit einer Corporate Identity, das ebenfalls von Otl Aicher stammte. Dazu gehörte die Gestaltung der Bildschirm-Zeituhr wie auch ein einheitliches Design der Studios und Übertragungswagen mit viel Blau, aber ohne Rot und Schwarz. Für politische Sendungen beschaffte man ein variables Rohrgestell-System von einem Schweizer Hersteller, an das man Schrifttafeln hängen konnte.
Nach Umsatz ist das ZDF im Jahr 2023 nach den Rundfunkanstalten der ARD, BBC, NHK und France Télévisions die fünftgrößte öffentlich-rechtliche Medienanstalt weltweit.

## Programm

### Werbung

Bertie beim Deutschen Fernsehpreis 2022

Wie auch Das Erste darf das ZDF an Werktagen entsprechend dem Rundfunkstaatsvertrag nur bis 20 Uhr Werbung zeigen, und zwar maximal 20 Minuten täglich und ausschließlich im Hauptprogramm. An Sonn- und bundesweiten Feiertagen darf keine Werbung gesendet werden. Seit dem Beginn der Werbung im ZDF werden die einzelnen Werbespots durch die Mainzelmännchen unterbrochen. Mit der Novellierung des Rundfunkstaatsvertrages wurde die bisherige Unterscheidung zwischen Werbung und Sponsoring weitgehend aufgehoben, weswegen es seit Januar 2013 im öffentlich-rechtlichen Fernsehen nach 20 Uhr und an bundeseinheitlichen Feiertagen auch kein Sponsoring mehr gibt.

### Zuschauer
Media Control errechnete die höchste Zuschauerzahl der letzten 20 Jahre in Rheinland-Pfalz und Hessen, wohingegen sie in Mecklenburg-Vorpommern am geringsten ausfalle. Insgesamt liege das ZDF aber im Jahr 2013 „in der Gunst des Publikums vorne.“ Rekorde mit mehr als 20 Millionen Zuschauern wurden vor allem in den 1980er Jahren mit Sendungen wie Das Traumschiff oder Die Schwarzwaldklinik erreicht, 1992 erreichte eine Wetten, dass..?-Ausgabe 20,47 Millionen Zuschauer. Der Marktanteil lag laut media control bei 65,8 Prozent. Aufgrund der Aufsplitterung des Fernsehmarktes findet man solche Quoten nur noch selten, zuletzt wurden solche Reichweiten nur bei Sportübertragungen wie der bisher höchsten Reichweite des ZDF 2006 im WM-Halbfinale Italien gegen Deutschland mit 29,66 Millionen Zuschauern ermittelt.
Das Durchschnittsalter der ZDF-Zuschauer lag Mitte 2012 bei 61 Jahren. Durch die Olympischen Spiele 2012 und die Fußball-Europameisterschaft 2012 sank es auf 60 Jahre. Im ersten Halbjahr 2022 lag das Durchschnittsalter bei 65 Jahren. Dementsprechend wurde das ZDF gelegentlich „Kukident-Sender“ genannt.
Diese Bezeichnung soll auf den früheren RTL-Geschäftsführer Helmut Thoma zurückgehen. Das ZDF reagierte auf die in den Medien „längst zum Allgemeinplatz“ gewordenen Vorwürfe, das „ZDF mit Häme als ‚Kukident-‘ oder ‚Heizdecken-Sender‘“ zu bezeichnen. Dies verletze zurecht die älteren Zuschauer, „die zu Recht danach fragen, was eigentlich so schlimm daran ist, wenn ein Sender für sie attraktiv ist.“ Das ZDF sehe solche Anwürfe mittlerweile souverän – vor allem deshalb, weil die Verjüngung des Programms längst eingeleitet worden sei. Thomas Bellut erklärte bei seinem Amtsantritt: „[…] Die Zielgruppe des ZDF ist die ganze Gesellschaft. Deshalb müssen wir mit unserem Programm verstärkt jüngere Zuschauer erreichen. Die Erfolge der Digitalkanäle und Online-Angebote reichen dafür allein nicht aus.“ Allerdings werde es „keine krampfhaften Verjüngungsversuche geben, sondern eine konsequente Modernisierung, die alle Altersgruppen“ ansprechen werde.

### Übertragung

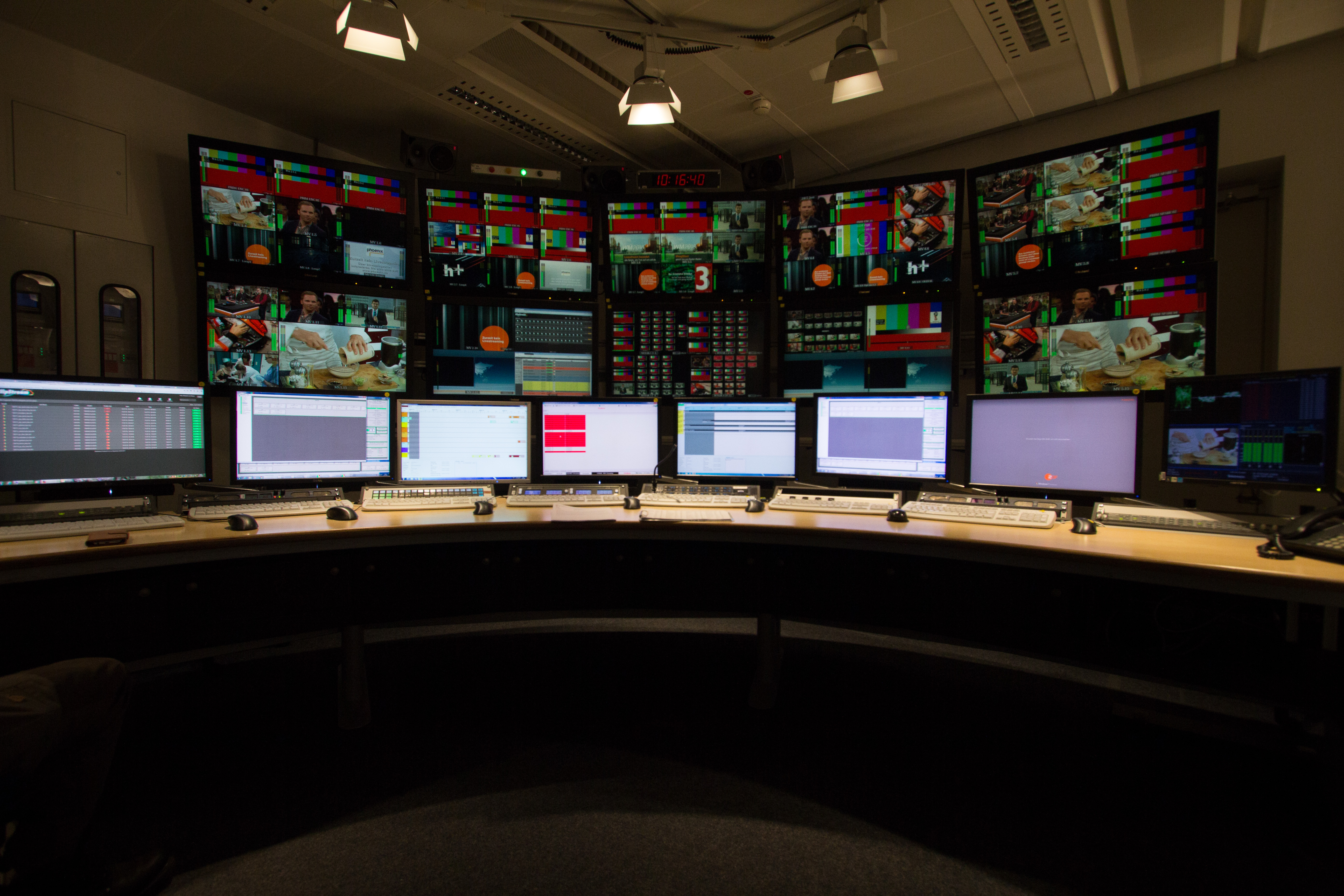
Streaming Playoutcenter der Sendezentrale in Mainz

In den ersten Jahrzehnten seines Bestehens strahlte das ZDF bzw. dessen Sendezentrum in Mainz-Lerchenberg sein Programm ausschließlich über die zweite terrestrische Senderkette in der Bundesrepublik Deutschland aus. Diese wird, anders als die Sender des Ersten Fernsehprogramms der ARD, von Media Broadcast, früher von der Deutschen Bundespost, betrieben. Wie bei der ARD waren auch hier vor 1990 viele Sender so platziert, dass sie auch in weiten Gebieten der DDR empfangbar waren, wo das ZDF viele Zuschauer hatte. Seit Dezember 1990 wird das Programm auch über diverse Sender in den neuen Bundesländern abgestrahlt. Genutzt werden hierbei Frequenzen, die einmal für ein eventuelles drittes Fernsehprogramm der DDR vorgesehen waren.
Seit den ersten Kabelpilotprojekten ist das ZDF auch im Kabelfernsehen vertreten. Die europaweite Satellitenausstrahlung über Astra 1C begann am 27. August 1993 zur Internationalen Funkausstellung in Berlin. Im selben Jahrzehnt begann die Ausstrahlung von DVB-Signalen über Kabel und Satelliten.
Seit 2002 ist das ZDF über DVB-T auch als Digitales Fernsehen in den ausgebauten Regionen zu empfangen. In der Anfangszeit wurde über DVB-T das Tonsignal im Format Dolby Digital ausgestrahlt. Aus Kapazitätsgründen ist dieser Dienst zwischenzeitlich eingestellt worden.
Im Internet wird über die seit 2001 bestehende ZDFmediathek via Live-Stream oder Video-on-Demand eine Auswahl an Sendungen angeboten. Das Angebot ist auch für mobile Endgeräte abrufbar, seit Mitte 2011 wird auch eine App für diverse Betriebssysteme angeboten. Nach einem Relaunch im März 2025 verabschiedete man sich vom Begriff und der Logik einer klassischen TV-Mediathek und fungiert fortan als Streamingportal des ZDF. Ein Live-Stream des kompletten Programms wird seit April 2008 über die Software Zattoo angeboten. Seit 12. Februar 2013 sendet das ZDF – sofern lizenzrechtlich möglich – seine Kanäle endgültig als rund um die Uhr Internet-Livestream.
Für den HLS-Livestream kooperiert das ZDF mit dem US-amerikanischen Anbieter Akamai. Neben dem Player innerhalb des Webauftritts des ZDF lässt sich dieser auch über Player-Programme wie VLC media player oder Apps sowie Geräte, welche die Wiedergabe von HLS-Streams unterstützen, wiedergeben.
| Streamadresse | Auflösung  | Codec | Webplayer                  |
| ------------- | ---------- | ----- | -------------------------- |
| ZDF HLS       | 1280 × 720 | H.264 | https://www.zdf.de/live-tv |

Als erster Sender in Deutschland begann das ZDF, seine Magazin- und Nachrichtensendungen ausschließlich im 16:9-Format zu senden. Bereits im Jahr 2006 hatte das ZDF die Fußball-Weltmeisterschaft in 16:9 gesendet und im Laufe des Jahres Zug um Zug Magazinsendungen wie Frontal oder das Morgenmagazin auf Breitbild umgestellt. Die letzte Umstellung vom bisherigen TV-Format 4:3 auf 16:9 erfolgte am 25. Juni 2007 mit den heute-Nachrichten.
Am 12. Februar 2010 ging der HD-Ableger ZDF HD in den Regelbetrieb über. Das ZDF sendet seit 1. Mai 2016 über die DVB-T2-HD-Plattform in Deutschland im Rahmen des Pilotprojektes von Media Broadcast sein Hauptprogramm in Full-HD-Auflösung, das Bild wurde anfänglich jedoch nur von einem 720p-Signal hochskaliert. Seit 15. Juli 2024 entfällt der HD-Zusatz im Logo. Bis zum 18. November 2025 will das ZDF das Signal in SD-Auflösung abschalten und sein Signal nur noch in HD verbreiten.
Seit 1975 wird das Programm auch von der RAS in Südtirol verbreitet.

## Senderlogos

Logo ab Sendestart 1963
Logo bis 1987
Logo von 1987 bis 1992
Logo von 1992 bis 2001
Aktuelles Logo seit Juni 2001

Logos des Kinder-Programmfensters

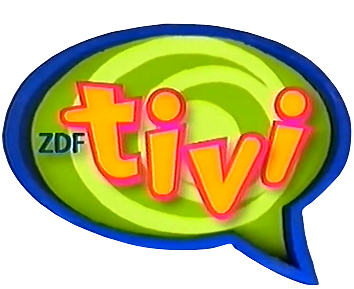
Logo von ZDFtivi ab 1997–2001
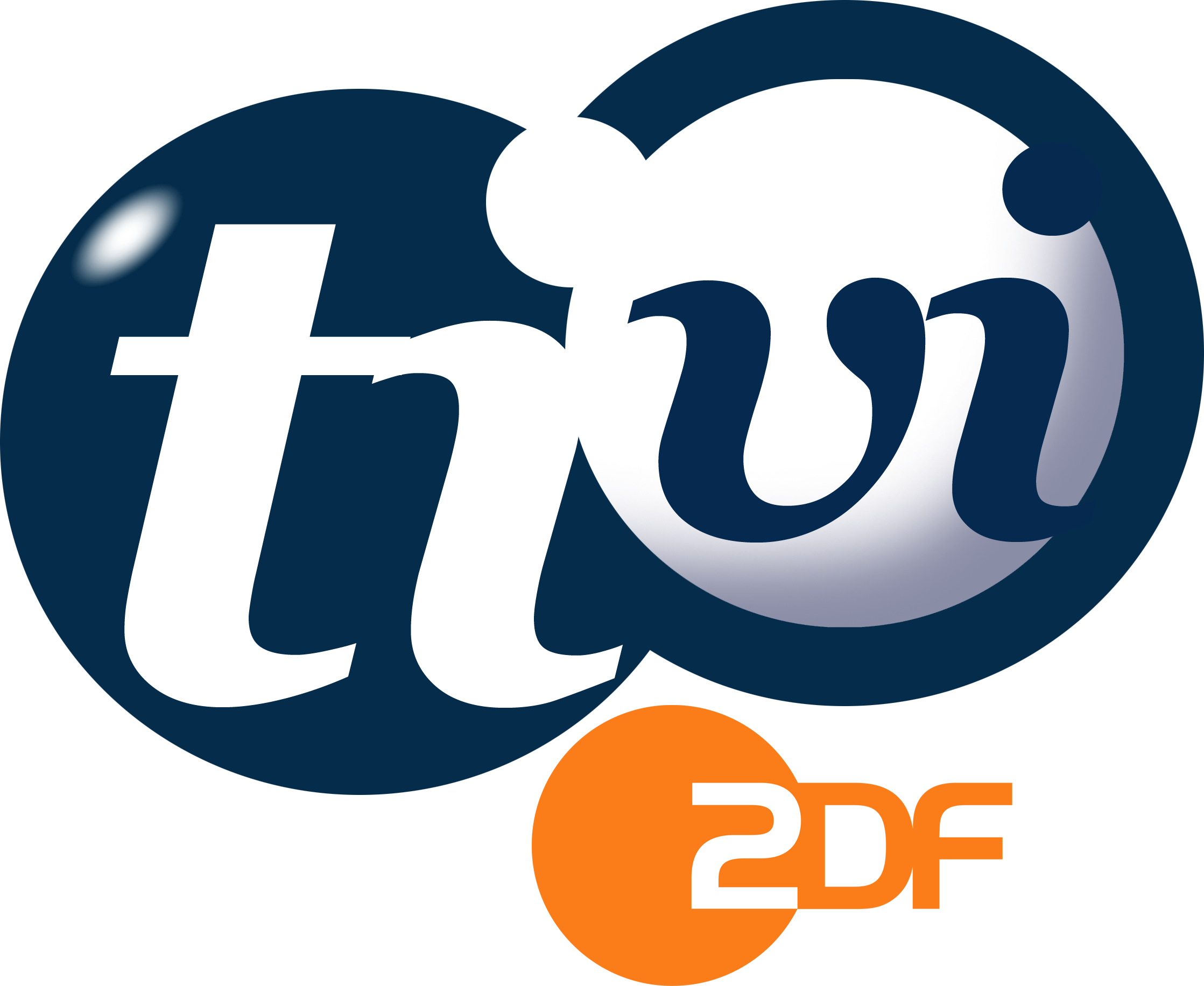
Logo von ZDFtivi ab 2001–2005
Logo von ZDFtivi ab 2005–2015
Logo von ZDFtivi ab 2015

Logos mit HD-Hinweis

HD-Logo von 2010 bis 2024[14]

## Rezeption
Manipulationen beim ZDF 2014 bei der Fernsehsendung Deutschlands Beste!
Wie sich erst im Nachhinein beim ZDF 2014 nach der Fernsehsendung Deutschlands Beste! herausstellte, beginnend mit Anfragen des Zapp-Magazins und des Medienjournalisten Stefan Niggemeier, wurde lediglich eine zweite Forsa-Umfrage zum Ranking der jeweils „besten“ 50 herangezogen; das ZDF-Online- und das Hörzu-Voting wurden nicht berücksichtigt. Begründet wurde dies unter anderem mit der angeblichen Einflussnahme von Fangruppen auf das Onlinevoting. Darüber hinaus kam es zu willkürlichen Manipulationen durch die Redaktion, bei denen eingeladene Gäste wie Claus Kleber und Franz Beckenbauer auf vordere Positionen verschoben wurden, dafür hingegen der Moderator von RTL aktuell, Peter Kloeppel, auf eine hintere Position gesetzt wurde.
Im Zusammenhang mit dem Voting-Skandal um die Sendung Deutschlands Beste! wurde auch bekannt, dass bereits 2007 ein Votingergebnis der Band Böhse Onkelz von Platz 1 auf Platz 25 heimlich und mit Wissen des damaligen Programmdirektors Thomas Bellut manipuliert wurde.
Daraufhin bot ZDF-Unterhaltungschef Oliver Fuchs seinen Rücktritt an. Außerdem wurde die für die beiden Shows 2014 zuständige Teamleiterin ihrer Führungsfunktion enthoben und eine weitere Redakteurin abgemahnt. In diesem Zusammenhang wurde zudem die Einstellung der Reihe Deutschlands Beste! verkündet. Das Rücktrittsgesuch von Fuchs wurde von ZDF-Intendant Thomas Bellut und Programmdirektor Norbert Himmler angenommen.
Vorwurf der Quotenhörigkeit und des Qualitätsverlusts
Wolfgang Herles kritisierte nach seiner Pensionierung in seiner Publikation Die Gefallsüchtigen den „Quotenfetischismus“ des ZDF, dem nichts ferner sei als Kritik, Provokation und Aufklärung. Medien und Politiker folgten der „Macht des Marktes“, was zu einem platten homogenen Unterhaltungsprogramm und zur Niveausenkung führe. Die Aufgabe, vierte Gewalt zu sein, würden die Gebührensender „dramatisch verfehlen“. Herles plädiert daher für eine radikale Programmreform, die Abschaffung des Gebührenfernsehens und eine Finanzierung aus Steuermitteln.
Vorwurf der einseitigen Berichterstattung über die Staatsschuldenkrise in Griechenland
Sowohl dem ZDF als auch der ARD legt eine wissenschaftliche Studie der Otto-Brenner-Stiftung zur Last, im Rahmen ihrer Programme zur griechischen Staatsschuldenkrise einseitig und unausgewogen berichtet zu haben. Persönliche Meinungen von Journalisten und objektive Tatsachen waren gegenüber den Zuschauern nicht eindeutig voneinander zu trennen, allgemeine Themen und die Reformbemühungen der griechischen Regierung wurden oberflächlich widergespiegelt, die griechische Regierung konnte ferner seltener zu Wort kommen als die deutsche, die Titel waren oft plakativ. Die Studie kam in einer Dauer von mehreren Monaten zu ihren Schlüssen. Wenige Stunden nach ihrer Veröffentlichung kritisierte die ARD die Studie vollständig.
Diskussion um Verwendung geschlechtergerechter Sprache
Die vermehrte Verwendung geschlechtergerechter Sprache im ZDF führte zu Kontroversen. Verschiedene Medien kritisierten im August 2021, dass der Sender bei den afghanischen Taliban von „Islamist*innen“ sprach, obwohl eine Zugehörigkeit von Transgender-Menschen bei den Taliban nicht bekannt und nahezu ausgeschlossen sei.
Negative Auszeichnungen
- 1990: Preis der beleidigten Zuschauer (zusammen mit der ARD) für ihr Motto „Bei ARD und ZDF sitzen Sie in der ersten Reihe.“
- 2004, 2016 und 2020 vom Verein Deutsche Sprache zum Sprachpanscher des Jahres gewählt.[36]

Positive Auszeichnungen
- 2022
  - Deutscher Fernsehpreis[37]
    - Bester Fernsehfilm
    - Beste Buchfiktion
    - Bestes Factual Entertainment
    - Beste Einzelleistung/Moderation Unterhaltung
    - Beste Information
    - Beste persönliche Leistung Information
    - Beste Buch Unterhaltung

  - Grimme-Preis
    - ZDF-Reporterin Katrin Eigendorf[38]
- 2021
  - Goldener Spatz
    - „Die Hexenprinzessin“[39]

  - Emmy Directorate Award
    - ZDF-Intendant Dr. Thomas Bellut[40]

  - Hanns-Joachim-Friedrichs-Preis[41]
    - Sonderpreis für das Team von ZDF „Neo Magazin Royal“
    - Katrin Eigendorf
- 2019
  - GOLDENE KAMERA für „Im Labyrinth der Macht“. Bester TV-Journalismus[42]
- 2013
  - Beste Nachwuchsjournalisten. Kategorie: Fernsehen[43]